# 片岡あづさのわたしにやさしい時間
片岡あづさのわたしにやさしい時間（かたおかあづさのわたしにやさしいじかん）は、文化放送で放送されていた白石涼子の聞かなきゃ☆そん♪Song!の中で、2007年4月12日からミニ番組として放送を開始したラジオ番組。
2008年3月27日の放送をもって終了。
また、2007年9月3日からは、地上デジタルラジオ局「超!A&G+」にて、文化放送での内容に加え、新たに新コーナーを合わせた30分番組として放送を開始（ただし、9月3日と9月10日の放送は再放送2本分をまとめて放送）。
2008年3月31日の放送をもって終了。

## 概要
パーソナリティの声優の片岡あづさによるトーク番組。
番組の主題歌として、片岡あづさのデビューシングルCD「Diamond Sparkle」に収録されている「Hurray! Hurray! Hurray!」が使われている。

### 放送時間
- 文化放送 毎週木曜日 26:40前後から約10分間

2007年12月27日までは26:35前後から約15分間の放送だったが、2008年1月3日以降の番組編成により放送時間が短縮、開始時間も5分程度繰り下げられた。
- 超!A&G+ 毎週月曜日 17:00 - 17:30（リピート放送：毎週火曜日 7:00 - 7:30）

## コーナー
一部コーナーは放送されない週がある。
- あづさ必殺七変化仕置人

リスナーから寄せられた「腹の立った事」、「腹が立つような事」などに対し、片岡がリスナーの代わりに叱ってくれる。叱る際には、リスナーからのリクエストのキャラクターに片岡が成り切ってくれる。また、セリフの指定もできる。
- あづさ A to Z（エー トゥー ゼット）

主にコナミデジタルエンタテインメントが販売する片岡関連の商品、その他コナミデジタルエンタテインメント関連のCDやDVD商品の情報を紹介。
また同時に「プライベートな A to Z」として、片岡の個人的な話題も紹介されることもある。
このコーナーは毎週放送されている。
- あづさワールドニュース（超!A&G+でのみ放送）

世界中のニュースを紹介し、それに片岡がキャスターとしてコメントをする。
このコーナーの中では自身を「社会派声優」と呼称している。
2008年1月以降の放送からコーナー終了後に「プライベートニュース」として、片岡あづさの個人的な話題のトークがある。
- 詩ゴコロ。

片岡が自身の作った詩を朗読し、解説などをする。
片岡がミニアルバムCD「Sweets Paradise」を発売した際には発売記念として「詩ゴコロ。スペシャル」が行なわれ、収録曲の感想などが述べられた。
最後に「私のココロ、届きましたか」と呼びかけてコーナーが終了する。

### 過去に行われたコーナー
- あづさチャレンジ

毎回出題されるミニゲームに、片岡がチャレンジする。
チャレンジに5回成功すると、ご褒美が貰える。また、5回チャレンジに失敗すると、罰ゲームが科せられる。
2007年11月15日放送でのチャレンジ5回成功をもって終了。
- あづさ in バス

片岡が入浴しているという設定で、リスナーからのお便りを読む。
2008年1月以降の放送から、番組のオープニングでも「あづさ in バス」と同じシチュエーションでお便りを読むようになり、それ以降このコーナーは行なわれていない。